# 張穟
張穟（1433年—？），字世美，直隸揚州府高郵州寶應縣人，民籍，明朝政治人物。進士出身。

## 生平
早年出身國子生，成化元年（1465年）舉乙酉科應天府鄉試第十八名。成化十一年（1475年）乙未科會試第七十七名，殿試登進士第三甲第一百六十一名。

## 家族
曾祖父張穀成。祖父張仲仁。父亲張彥清。